# Archibald A. Hill
Archibald Anderson Hill (* 5. Juli 1902 in New York City; † 29. März 1992 in Austin (Texas)) war ein US-amerikanischer Sprachwissenschaftler.

## Leben
Der in San Diego aufgewachsene Archibald A. Hill, Sohn des früh verstorbenen Alexander Hill und der Mary Dorsey Anderson Hill, widmete sich, nachdem er 1923 das Pomona College in Kalifornien mit einem Bachelor of Arts in englischer Sprache abgeschlossen hatte, einem Studium der Sprachwissenschaften mit dem Schwerpunkt Anglistik an der Stanford University, an der er 1924 einen Master of Arts in englischer Sprache erhielt, anschließend an der Yale University, an der er 1927 zum Ph.D. in englischer Sprache promoviert wurde.
Archibald A. Hill startete 1926 seine akademische Karriere an der University of Michigan, an der er zunächst eine Dozentur, ab 1930 eine Assistenzprofessur bekleidete. Noch im selben Jahr folgte er einem Ruf auf die außerordentliche Professur für Anglistik an der University of Virginia, bis er 1952 an die Georgetown University wechselte, an der er als Vizedirektor des Institutes of Languages und Linguistics eingesetzt war. 1955 wurde Hill schließlich der Lehrstuhl für Anglistik an der University of Texas übertragen, den er bis zu seiner Emeritierung 1972 innehatte.
Archibald A. Hill – er heiratete 1928 Muriel Louise geborene Eyard – verstarb am 29. März 1992 wenige Monate vor Vollendung seines 90. Lebensjahres in Austin.
Neben seiner praktischen sprachpädagogischen Tätigkeit galten Hills Forschungsschwerpunkte der Strukturalen Linguistik, den Dialekten, der Geschichte der englischen Sprache sowie der Nutzung der Linguistik in der Literaturwissenschaft.

## Schriften
- English phonetics for the interpretation of poetry, 1948
- Survey of accomplishments and trends in research in present day English, 1948
- Linguistics since Bloomfield, In: Band 45 von Bobbs-Merrill reprint series in language and linguistics. Language, Bobbs-Merrill, 1955
- Pippa's song: two attempts at structural criticism, In: Band 35 von University of Texas studies in English, University Press, 1956
- Introduction to linguistic structures: from sound to sentence in English, Harcourt, Brace, 1958
- ELEC English course, Taishukan, 1961
- Essays in literary analysis, 1966
- Linguistics today, Basic Books, 1969
- Linguistics, Neuauflage, Voice of America, 1973
- Constituent and pattern in poetry, University of Texas Press, 1976